# Auf in den Westen
Auf in den Westen (Originaltitel: Go West Young Man) ist eine US-amerikanische Filmkomödie aus dem Jahr 1936 von Henry Hathaway mit Mae West in der Hauptrolle, die auch das Drehbuch schrieb. Der Film wurde von Paramount Pictures produziert und basiert auf dem Bühnenstück Personal Appearance von Lawrence Riley.

## Handlung
Der Kinostar Mavis Arden ist auf Promotiontour für ihren neuen Film Drifting Lady. Für ihr Publikum gibt sie sich zurückhaltend, in Wirklichkeit ist sie temperamentvoll und unzüchtig. Sie trifft sich mit ihrem alten Freund Francis Harrigan, der kurz vor der Wahl in den Kongress steht, zum Abendessen. Ihr Manager Morgan will erreichen, dass Harrigan sein Interesse an Mavis verliert. Er lässt Klatschreporter von dem Rendezvous wissen, in der Hoffnung so einen Skandal zu verursachen. Mavis hält vor den Reportern eine spontane Rede, in der sie die Menschen zur Heirat bringen will. Die Rede wird am nächsten Tag veröffentlicht. Harrigans Freund Andy Kelton hält die Sache für ein hervorragendes politisches Manöver. Harrigan will Mavis bei ihrer nächsten Tourstation treffen und reist nach Harrisburg.
Laut dem Vertrag mit dem Filmstudio ist es Mavis verboten, in den nächsten fünf Jahren zu heiraten. Sie ist allerdings sehr empfänglich gegenüber der Aufmerksamkeit, die ihr Männer schenken. Morgans Auftrag ist es, sie zu bewachen. 90 Meilen vor Harrisburg hat ihr Rolls-Royce eine Panne. Sie macht dem Automechaniker Bud Norton schöne Augen. Der jedoch ist mit Joyce Struthers liiert, deren Eltern die Pension leiten, in der Mavis abgestiegen ist. Bud will ihr eine von ihm erfundene Tonmaschine zeigen. Mavis verführt ihn, verspricht ihm dazu, für seine Erfindung in Hollywood zu werben. Joyce leidet an gebrochenem Herzen. Ihre Tante Kate fordert sie auf, nach Hollywood zu gehen und um Bud zu kämpfen.
Harrigan versucht, Mavis telefonisch zu erreichen. In der Warteschleife hört er einen Telefonisten, der seinem Kollegen eine Zeitungsmeldung über eine Entführung vorliest. Harrigan ist sicher, dass Mavis entführt wurde. Das Zimmermädchen Gladys hört von der angeblichen Entführung und verdächtigt Morgan. Sie ruft die Polizei. In der Zwischenzeit erzählt Morgan Mavis, dass Joyce schwanger sei. Mavis trennt sich von Bud, findet aber heraus, dass Morgan gelogen hat.
Die Polizei erreicht die Pension. Die aufgebrachte Mavis stellt den Sachverhalt nicht richtig und lässt zu, dass Morgan verhaftet wird. Morgan gesteht, dass er das ganze aus Liebe zu Mavis gemacht habe. Mit einer Polizeieskorte geht es nach Harrisburg, im Rolls-Royce küsst Mavis Morgan.

## Produktion
Gedreht wurde der Film von Anfang August bis Ende September 1936 in den General-Service-Studios in Hollywood.
Das dem Drehbuch zu Grunde liegende Bühnenstück Personal Appearance wurde am 17. Oktober 1934 am Broadway uraufgeführt und kam auf über 500 Vorstellungen. Elizabeth Patterson war schon auf der Bühne als Tante Kate zu sehen. Im März 1936 sicherte sich Mae West die Filmrechte an dem Stück, das kurz darauf in Hollywood wegen verspottender Texte abgesetzt wurde.

## Stab und Besetzung
Wiard Ihnen war der Filmarchitekt.
In kleinen nicht im Abspann erwähnten Nebenrollen traten Dick Elliott und Cyril Ring auf.

## Veröffentlichung
Die Premiere des Films fand am 13. November 1936 statt. In der Bundesrepublik Deutschland wurde er am 13. Februar 1974 im deutschen Fernsehen in der Originalfassung mit deutschen Untertiteln ausgestrahlt. Bei den Internationalen Filmfestspielen Berlin 2022 kam er in der Retrospektive zur Aufführung.

## Kritiken
Das Lexikon des internationalen Films schrieb: „Völlig auf Mae West, das Sex-Idol im Hollywood der 30er Jahre, zugeschnittene Komödie; trotz mancher bereits damals (bewußt ?) klischeehafter Witze eine immer noch ulkige, sehr amüsante Unterhaltung.“
Tim Purtell von Entertainment Weekly hingegen beschrieb den Film als furchtbar träge.